# Iglesia de San Isidoro (Zamora)
La iglesia de San Isidoro es un monumento románico en Zamora (España). Se encuentra situada en la plaza de San Isidro s/n. Fue el templo fundado por Sancha, hermana de Alfonso VII, que la hizo edificar en el interior del primer recinto amurallado de la ciudad. Se encuentra en las inmediaciones del Portillo de la Lealtad.

## Historia y ubicación
De la construcción a comienzos del siglo XII solo se conserva el muro que mira al norte. En un primer momento, la iglesia estaba pensada para construirse en conmemoración al paso de las reliquias de San Isidoro por la ciudad, lo cual ocurrió en el año 1066. Sin embargo, el edificio no data de ese momento, sino que se construiría aproximadamente un siglo más tarde. La fecha más aceptada es 1178, siempre teniendo en cuenta un margen de error. Históricamente la fundación suele ser atribuida a Sancha Raimúndez, pues fue ella quien promovió el traslado del santo que da nombre a la iglesia de Sevilla a León.
El templo se erige dentro del primer recinto amurallado de la ciudad de Zamora. Su ubicación desde el punto de vista constructivo es relevante, pues se enmarca en uno de los principales ejes de la ciudad, muy próxima a la Catedral y al Portillo de la Traición. Está, por tanto, en una de las zonas de cota más alta de la ciudad zamorana.

## Arquitectura

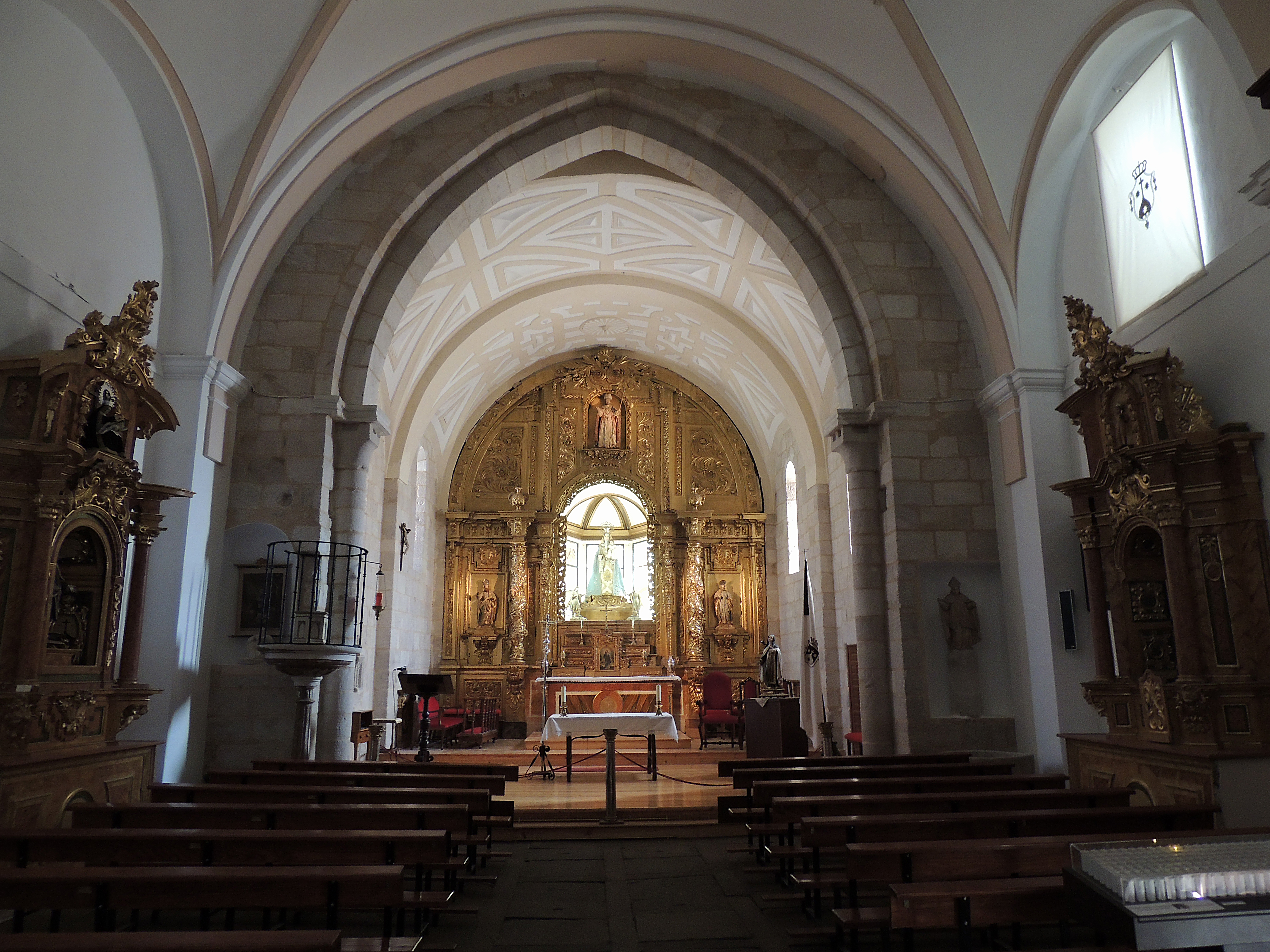
Interior del templo

La Iglesia de San Isidoro tiene multitud de elementos románicos de corte arcaico. Se trata de un edificio con una sola nave, la cual cuenta con una capilla mayor de planta cuadrada. La espadaña es un añadido que se hizo a la iglesia en el siglo XIX. El templo posee dos accesos, uno en la fachada septentrional y el otro en la fachada meridional. Se trata de un templo único, pues el interior está conservado prácticamente de manera original. Por ejemplo, el arco triunfal apuntado y el hastial con rosetón de trazos sencillos datan de los primeros momentos.
Es interesante desde el punto de vista artístico la parte exterior, pues tiene dos portadas con arcos concéntricos, decoradas con jambas lisas sin ningún tipo de artificio, lo cual es poco común. Siguiendo con la decoración, sobre la puerta hay un busto que se suele interpretar como un ángel, por su forma antropomorfa. Toda la parte exterior está reforzada con contrafuertes rectangulares.

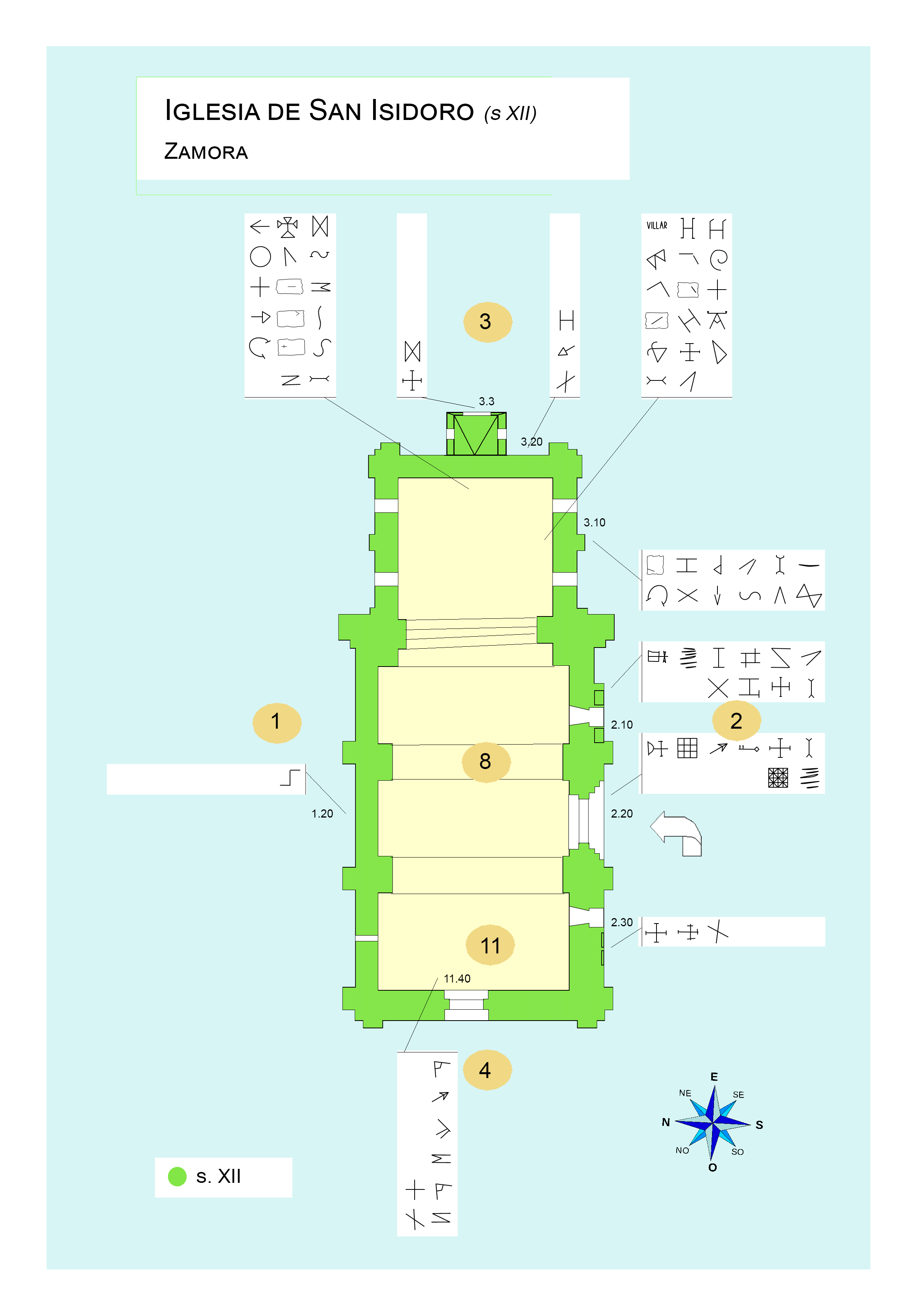
Aprox. a la planta y marcas de cantero.
1 Fachada Norte, 2 Fachada sur, 3 Fachada este, 4 Fachada oeste, 8 Nave central.

### Planta
Su planta es rectangular, en estilo románico del siglo XII de una sola nave (8) y tres tramos, con ábside de cabecera plana y presbiterio rectangular. Presenta la orientación litúrgica habitual.

El acceso al templo se efectúa por el pórtico Sur (2).

### Marcas de cantero
Se han identificado 117 signos de 82 tipos diferentes, todos ellos de diseño sencillo de 1 a 9 trazos con predominio de trazo recto, perfil y trazo normales. Su distribución por zonas puede verse en el informe ‘Distribución’.

La tipología y morfología de los signos identificados, son típicos de una etapa constructiva del siglo XII, ver informe "Etapas históricas".

### Estado actual
El estado de conservación del templo es magnífico, pese a estar en una de las partes más altas de la ciudad y por ende estar expuesta al desgaste del viento constantemente. El ayuntamiento zamorano la incluye dentro de las rutas turísticas de la ciudad, por lo que es frecuente verla rodeada de visitantes, los cuales disponen de toda la información del edificio en los paneles informativos que lo rodean.